# Luckauer Vertrag
Im Luckauer Vertrag von Dezember 1351 gab Ludwig V. der Brandenburger die Mark Brandenburg an seine Brüder Ludwig VI. der Römer und Otto V. ab, um im Gegenzug Oberbayern allein regieren zu können. Ludwig V. vereinigte dann die Verwaltung von Oberbayern und Tirol. Die oberbayerische Linie endete nur zwölf Jahre später mit dem Tod Meinhards, des Sohnes des Brandenburgers.
Nur zwei Jahre lang hatten die sechs Söhne Ludwigs das Herzogtum ihres 1347 verstorbenen Vaters, des römisch-deutschen Kaisers Ludwig IV. gemeinsam verwaltet. Am 12. September 1349 schlossen sie den Landsberger Vertrag. Darin wurde das väterliche Erbe, zu dem neben Bayern auch Hennegau, Holland, Friesland, Seeland, Brandenburg und Tirol gehörten, in Teilherzogtümer aufgeteilt. Ludwig V., der Brandenburger, und dessen jüngere Brüder Ludwig VI., der Römer, und Otto V. erhielten Oberbayern, Brandenburg und Tirol. Niederbayern und die niederländischen Gebiete fielen an Stephan II. und seine Brüder Wilhelm I. und Albrecht I. Niederbayern wurde dann 1353 im Regensburger Vertrag erneut geteilt.